# Волипельга
Волипельга — село в Вавожском районе Удмуртии. Административный центр Волипельгинского сельского поселения.

## География
Село расположено на берегу реки Кылт, на расстоянии 13 км юго-западнее Вавожа. Входит в Волипельга-Вишурский геоморфологический район левобережной местности реки Валы.

## История
В Волипельге существовал храм святых бессребреников Космы и Дамиана. Также до 2007 года существовали сооружения гидроузла на реке Кылт.

## Население
| 2010 | 2012 |
| ---- | ---- |
| 847  | ↘831 |